# Exploració nòrdica d'Amèrica

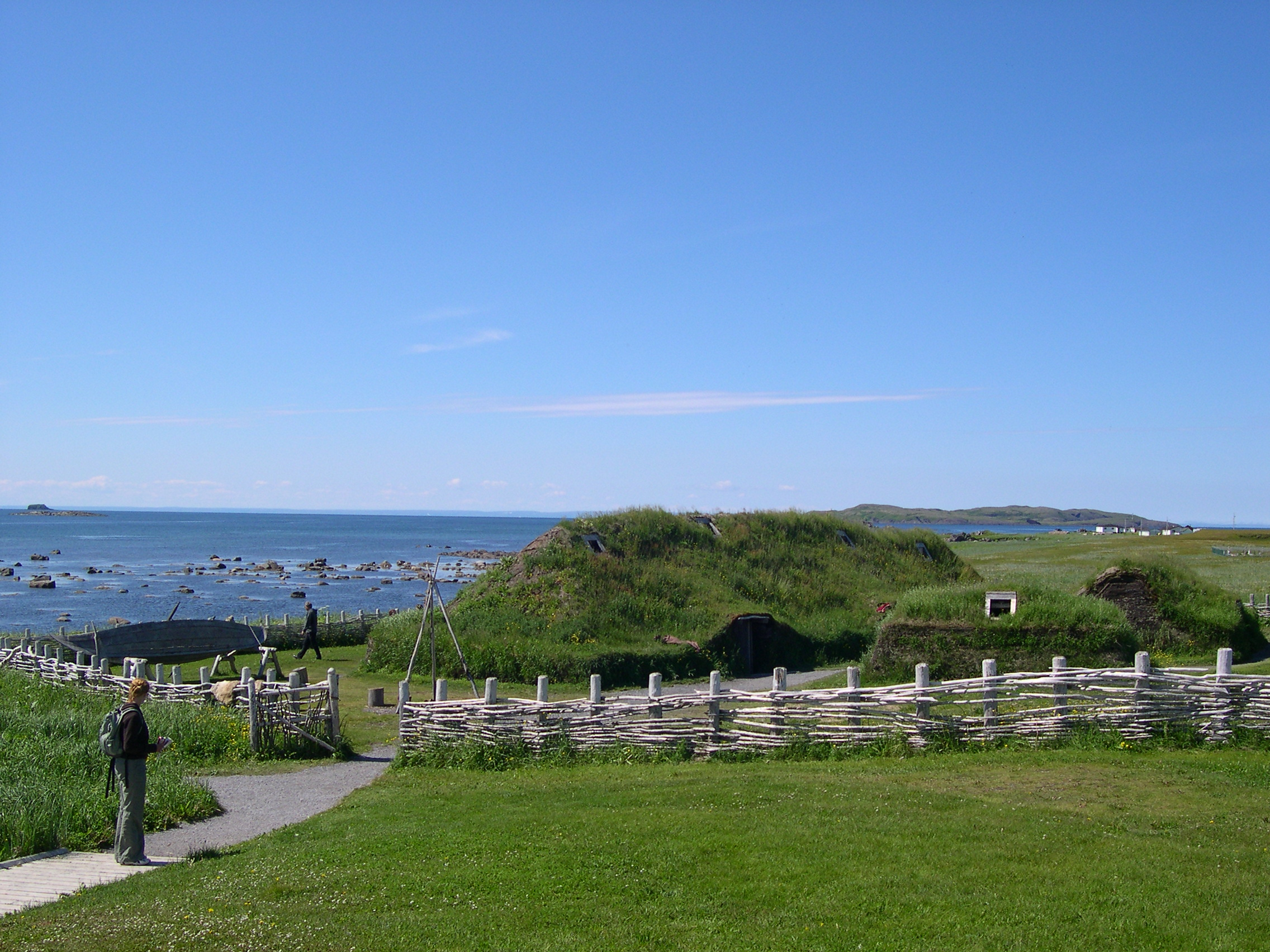
Recreació d'un poblat viking a L'Anse aux Meadows (Terranova, Canadà), descobert en 1960 i declarat Patrimoni de la Humanitat per la Unesco.

L'exploració nòrdica d'Amèrica va començar a finals del segle x quan els vikings van explorar i van colonitzar àrees de l'Atlàntic nord inclosa la perifèria nord-oriental d'Amèrica del Nord. S'ha trobat restes d'edificacions nòrdiques a L'Anse aux Meadows vora la punta septentrional de Terranova en 1960. Aquest descobriment va ajudar a la reiniciació de l'exploració arqueològica dels nòrdics a l'Atlàntic nord.
Els assentaments nòrdics a l'illa de Groenlàndia que gairebé es va perllongar durant 500 anys. L'Anse aux Meadows, l'únic assentament confirmat en el continent nord-americà, era petit i no va durar molt. Mentre que els viatges, per exemple per recollir fusta, és probable que haguessin ocorregut durant algun temps, no hi ha proves d'assentaments nòrdics duradors a la part continental d'Amèrica del Nord.

## Groenlàndia nòrdica

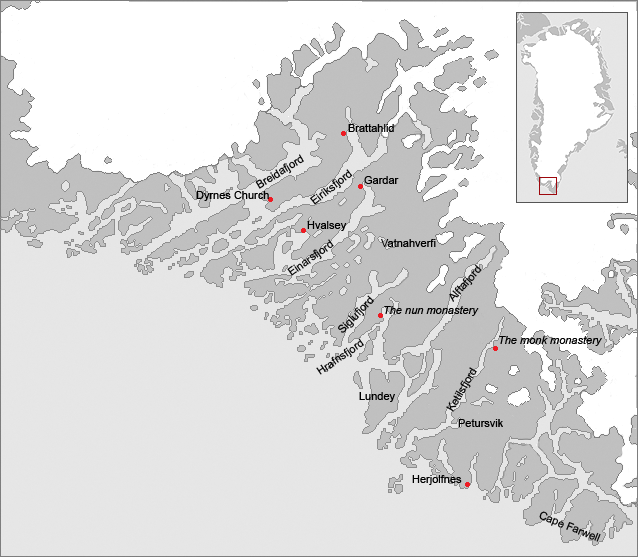
Un mapa de l'Assentament Oriental a Groenlàndia, que cobria aproximadament l'actual municipi de Kujalleq. S'hi mostra Eiriksfjord (fiord d'Erik) i la seva granja Brattahlid, localitzada al bisbat de Gardar.

Segons les Sagues dels Islandesos, els nòrdics d'Islàndia s'assentaren per primer cop a Groenlàndia el 980. No hi ha cap raó especial per dubtar de l'autoritat de la informació que les sagues proporcionen sobre el començament de l'assentament, però no poden ser tractades com a evidència primària per a la història de la Groenlàndia noruega perquè encarnen les preocupacions literàries d'escriptors i audiències en la Islàndia medieval que no sempre són fiables.
Eric el Roig (nòrdic antic: Eiríkr rauði), que havia estat expulsat d'Islàndia per homicidi va explorar la costa sud-oest deshabitada de Groenlàndia durant els tres anys de seu desterrament. Va fer plans per atraure els colons a la zona, donant-li el nom de Groenlàndia assumint que "la gent tindria més ganes d'anar-hi perquè la terra tenia un bon nom". Els límits interiors d'un llarg fiord, anomenat Eiriksfjord per ell, era el lloc on va establir la seva propietat Brattahlid. Va entregar lots de terra als seus seguidors.

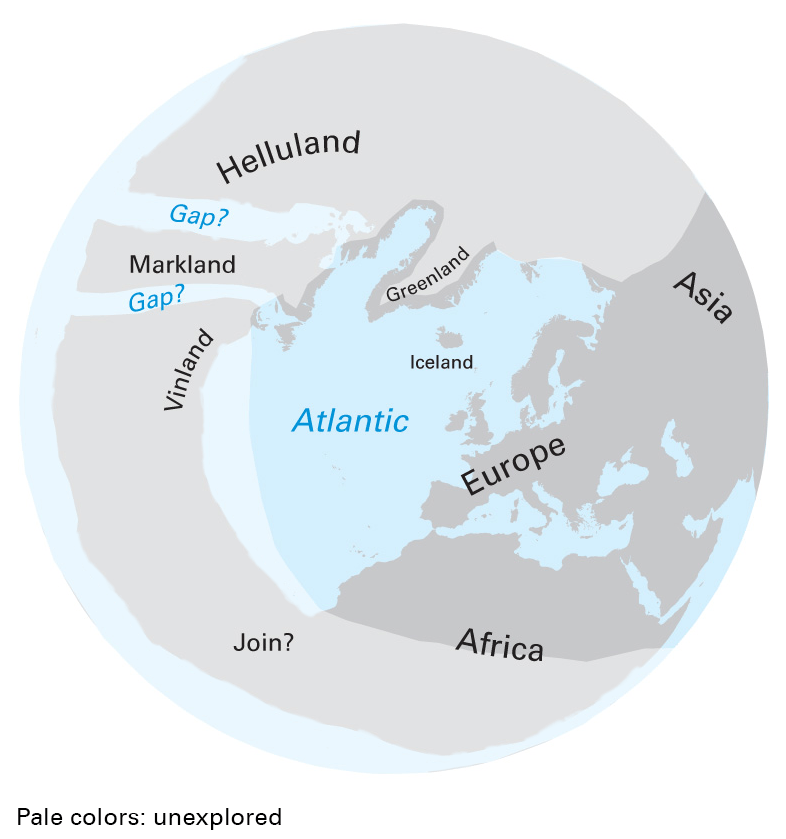
Mapa mostrant l'extensió del món nòrdic

En el seu moment culminant la colònia consistia en dos assentaments. L'Oriental era a la punta al sud-oest de Groenlàndia, mentre que l'Assentament Occidental era a uns 500 kilòmetres de la costa oest, cap a l'interior de l'actual Nuuk. Un petit assentament vora l'Assentament Oriental sovint es considera l'Assentament Mitjà. El conjunt de la població dels dos assentament va ser d'unes 2.000–3.000 persones. Els arqueòlegs han identificat almenys unes 400 granges. La Groenlàndia nòrdica tenia un bisbat (a Garðar) i exportava ivori de morsa, pells, corda, ovelles, greix de balena, animals vius, com ara ossos polars, suposades "banyes d'unicorn" (en realitat ullals de narval), i ramat. En 1126, la població havia sol·licitat un bisbe (amb seu a Garðar), i en 1261, van acceptar el senyoriu del rei de Noruega. Van continuar tenint la seva pròpia llei i esdevingueren gairebé independents després de 1349, en el moment de la Mort Negra. En 1380, el Regne de Noruega va entrar en una unió personal amb el Regne de Dinamarca.

### Comerç occidental i declivi
Hi ha evidència de comerç nòrdic amb els indígenes (anomenats Skraelings pels nòrdics). Els nòrdics s'haurien trobat amb dos nadius americans (els beothuk, relacionats amb els algonquins) i els thule, avantpassats dels inuit. Els Dorset s'havien retirat de Groenlàndia abans de l'assentament noruec a l'illa. S'han trobat articles com ara fragments de pintes, peces de ferro d'utensilis i cisells de cuina, peces d'escacs, reblons de vaixells, plànols de fuster, i peces de roure de vaixells usats en les barques inuits molt més enllà del rang tradicional de colonització nòrdic. Una petita estàtua d'ivori que sembla representar europeus ha estat trobada entre les ruïnes d'una casa comunitària inuit.
La colònia va començar a declinar al segle xiv. L'assentament occidental fou abandonat al voltant de l'any 1350, i l'últim bisbe a Garðar va morir en 1377. Després d'un casament registrat en 1408, no hi ha registres escrits que esmentin els colons. És probable que l'assentament oriental desaparegués a finals del segle xv. La data més recent de radiocarboni trobada als assentaments nòrdics a partir del 2002 era de 1430 (± 15 anys). S'han avançat diverses teories per explicar el declivi.
La Petita Edat de Gel d'aquest període hauria fet els viatges entre Europa i Groenlàndia, així com l'agricultura, més difícil; encara que la pesca i la cacera de balena proporcionaven una dieta saludable, hi havia més prestigi en l'agricultura i la ramaderia, i hi havia un augment de les granges als països escandinaus despoblats per la fam i epidèmies com la Mort Negra. A més, l'ivori groenlandès havia estat suplantat als mercats europeus per l'ivori africà, més barat. Malgrat la pèrdua de contacte amb els groenlandesos, la Corona Noruego-danesa va continuar considerant Groenlàndia com a possessió seva.
Com que no sabien si l'antiga civilització nòrdica era present a Groenlàndia i no, i preocupats si encara hi eren, continuessin sent catòlics 200 anys més tard, en un moment en què tota la terra escandinava havia estat guanyada per la reforma protestant, una expedició conjunta mercantil-clerical liderada pel missioner dano-noruec Hans Egede va ser enviada a Groenlàndia en 1721. Encara que aquesta expedició no va trobar supervivents europeus, va marcar el començament de reafirmació de sobirania de Dinamarca sobre l'illa.

### Clima i Groenlàndia nòrdica
Els groenlandesos nòrdics estaven limitats als fiords dispersos de l'illa que proporcionaven un lloc per tenir cura als seus animals (com el bestiar, les ovelles, les cabres, els gossos i els gats) i establir granges. En aquests fiords, les granges depenien de les seves cabanes per allotjar el seu bestiar a l'hivern, i de manera rutinària van sacrificar els seus ramats per tal de sobreviure a la temporada. Les properes estacions més càlides significava que portaven els seus ramats a pasturar, el terreny més fèrtil era controlat per les granges més poderoses i l'església. El que era produït pel bestiar i la granja era complementat amb la caça de subsistència de caribú i de foques, així com de morsa pel comerç. Els nòrdics es basaven principalment en la cacera Nordrsetur, una cacera comunal de foques migratòries amb arpons que es realitzava durant la primavera. El comerç era força important a la Groenlàndia nòrdica i es van recolzava en les importacions de fusta a causa de l'esterilitat de Groenlàndia. Al seu torn exportava mercaderies com ivori i pell de morsa, ossos polars vius, i ullals de narval. Al final aquestes configuracions eren vulnerables, ja que es basaven ne patrons migratoris pel clima, així com el benestar dels pocs fiords a l'illa.
Una part del temps de l'existència dels assentaments de Groenlàndia fou durant la Petita Edat de Gel i el clima era, en general, esdevingué més fred i més humit. Com que el clima va començar a refredar-se i la humitat va començar a augmentar, els hiverns eren més llargs i els primaveres més curtes, més tempestes van afectar els patrons migratoris de la foca de Groenlàndia. L'espai de pastures va començar a disminuir i el rendiment dels farratges per a l'hivern esdevingué molt més petit. Això, combinat amb la matança regular feia difícil mantenir el bestiar, especialment per als més pobres de la Groenlàndia nòrdica. A la primavera, els viatges al lloc on es podien trobar les foques migratòries esdevingué més perillós a causa de la tempestes més freqüents, i la població menor de foques significava que la cacera Nordrsetur tenia menys èxit, de manera que la caça de subsistència era extremadament difícil. La pressió sobre els recursos dificultava el comerç, i amb el pas del temps, les exportacions de Groenlàndia van perdre valor en el mercat europeu a causa dels països competidors i la manca d'interès del que exportaven.
A més, semblava que els nòrdics no volien integrar-se amb els indígenes Thule de Groenlàndia, ja sigui per matrimoni o per cultura. Hi ha proves de contacte amb el registre arqueològic dels Thule, incloses les representacions d'ivori de nòrdics, així com artefactes de bronze i acer. No obstant això, no hi ha cap evidència material Thule entre els artefactes nòrdics. En una investigació més antiga es va ser postular que no era només el canvi climàtic el que va conduir a la disminució dels nòrdics, sinó també la seva falta de voluntat per adaptar-se. Per exemple, si els nòrdics haguessin decidit enfocar la seva caça de subsistència en la foca anellada (que podien caçar-se durant tot l'any, encara que individualment), i haguessin reduït o acabat amb les seves caceres comunals, el menjar hauria estat molt menys escàs durant l'estació d'hivern. A més sí els nòrdics haguessin usat pell en comptes de llana per elaborar la seva roba, haurien estat capaços d'anar millor a la costa, i no haurien estat confinats als fiords. Tanmateix, trobades més recents han mostrat que els nòrdics havien intentat adaptar-se a la seva manera. Alguns d'aquests intents foren incrementar la cacera de subsistència. S'ha trobat un significat nombre d'ossos d'animals marins als assentaments, el que suggereix l'increment de la cacera per l'absència de productes agraris. A més, els registres de pol·len mostren que els nòrdics no devastaven els petits boscos i fullatge com es pensava anteriorment. En canvi, els nòrdics van assegurar que les seccions sobreutilitzades tinguessin temps de tornar a créixer i es van traslladar a altres àrees. Els agricultors nòrdics també van intentar adaptar-se al clima. Amb l'augment de la necessitat a l'hivern i les pastures més petites, van fertilitzar les seves terres en un intent de mantenir-se al dia amb les noves demandes causades pel clima canviant. Tanmateix, amb aquests intents, el canvi climàtic no va ser l'únic que va pressionar els nòrdics de Groenlàndia. L'economia era canviant i les exportacions perdien valor. La investigació actual suggereix que els nòrdics no van poder mantenir les seves colònies a causa dels canvis econòmics i climàtics que succeïen al mateix temps.

## Vinland

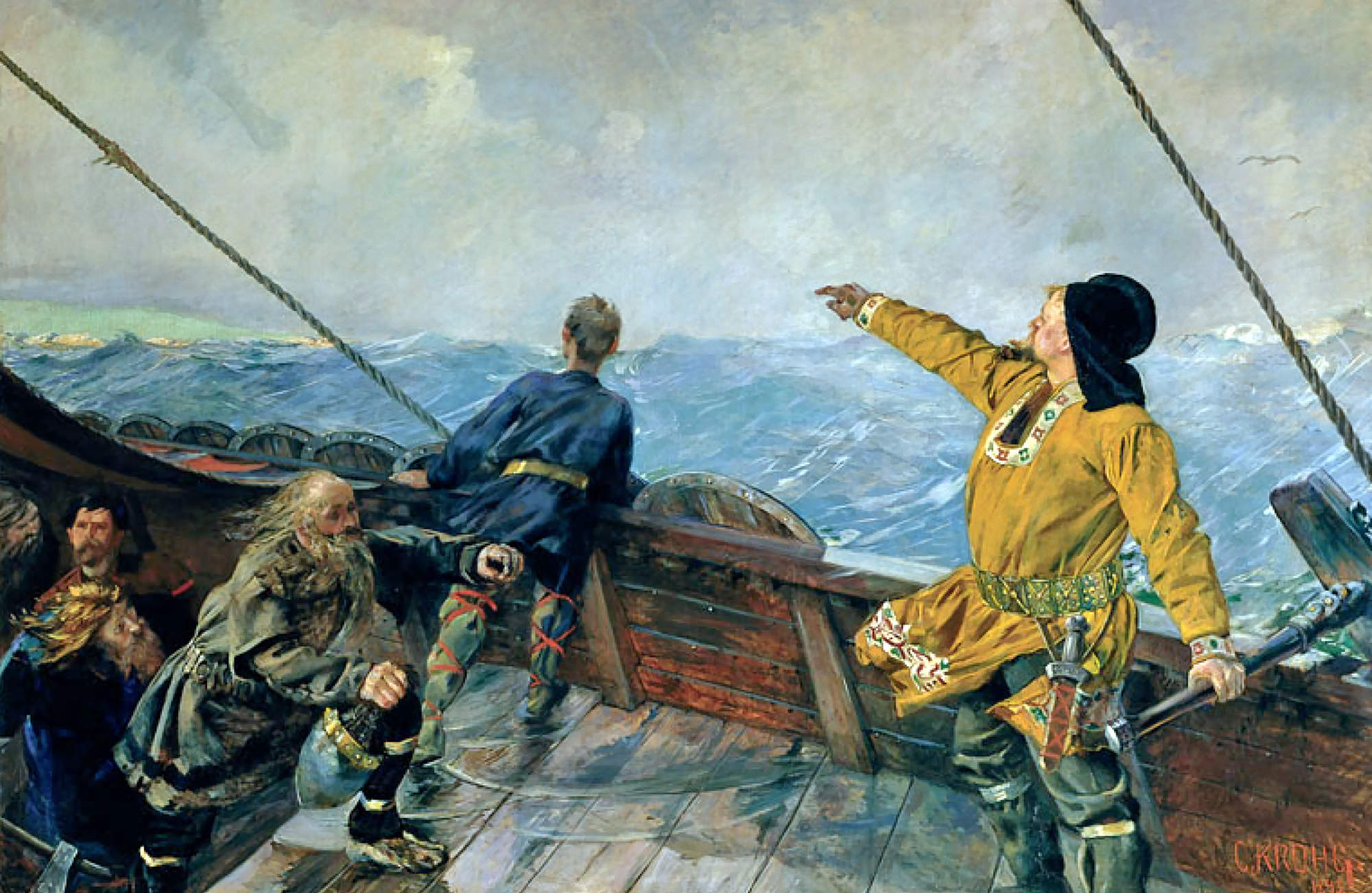
Leif Erikson descobreix Amèrica del Nord
Christian Krogh (1893).

Segons la Saga islandesa  — la Saga d'Eric el Roig, Saga dels Groenlandesos, més capítols del Hauksbók i el Flateyjarbók —  els nòrdics començaren a explorar les terres a l'oest de Groenlàndia només uns pocs anys després que es van establir els assentaments a Groenlàndia. En 985, mentre navegava des d'Islàndia a Groenlàndia amb una flota de migració formada per 400-700 colons i 25 altres vaixells (14 dels quals van completar el viatge), un comerciant anomenat Bjarni Herjólfsson es va desviar de l'expedició, i després de tres dies de navegació va veure terra a l'oest de la flota. Bjarni només estava interessat a trobar la granja del seu pare, però va descriure el seu descobriment a Leif Erikson, qui va explorar l'àrea amb més detall i va plantar un petit establiment quinze anys més tard.
Les sagues descriuen tres àrees separades descobertes durant aquesta exploració: Helluland, que significa "terra de les pedres planes"; Markland, "terra de boscos", definitivament d'interès a Groenlàndia on hi havia pocs arbres; i Vinland, "la terra del vi", que es trobava en algun lloc al sud de Markland.. Va ser a Vinland on es va fundar l'assentament que es descriu a les sagues.

### Campament d'hivern de Leif

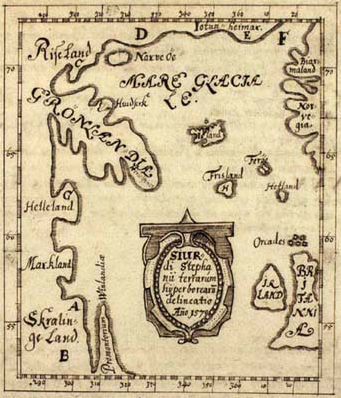
El Mapa de Skálholt

L'ús de les carreteres, senyals, corrents, roques, i vents que Bjarni li havia descrit, Leif va navegar des de Groenlàndia cap a l'oest a través del Mar de Labrador, amb una tripulació de 35 homes, navegant el mateix knarr que Bjarni havia usat al viatge. Va descriure Helluland com a "nivellada i arbrada, amb àmplies platges de sorra blanca allà on anaven i una línia de la platja de poca profunditat." Leif i altres haguessin volgut que el seu pare, Eric el Roig, hagués dirigir aquesta expedició i li ho van demanar. No obstant això, quan Eric intentava unir-se al seu fill Leif al viatge cap aquestes noves terres, va caure del cavall quan va relliscar en unes roques mullades vora la platja; això va quedar ferit i es va quedar.
Leif va hivernar en 1001, probablement vora Cap Bauld a la punta septentrional de Terranova, on un dia el seu pare adoptiu Tyrker fou trobat borratxo, el lloc on la saga descriu com a l'àrea on creixien "baies-vinya." Viornes, agrassons, i nabius hi creixien silvestres a l'àrea. Hi ha diverses explivacions per l'aparent descripció de baies fermentades com a "vi."
Leif va passar un altre hivern a "Leifsbúðir" sense conflictes, i va salpar cap a Brattahlíð a Groenlàndia per assumir els deutes filials vers el seu pare.

### El viatge de Thorvald (1004 AD)
En 1004 Thorvald Eiriksson, germà de Leif, va salpar amb una tripulació de 30 homes cap a Vinlandi va passar el següent hivern al campament de Leif. A la primavera, Thorvald va atacar nou persones del poble que dormien sota tres canoes. La novena víctima va escapar i va tornar al camp nòrdic amb una força. Thorvald va ser assassinat per una fletxa que va aconseguir passar per la barricada. Tot i que es van produir breus hostilitats, els nòrdics van explorar un altre hivern i van marxar la primavera següent. Posteriorment, un altre dels germans de Leif, Thorstein, es va dirigir al Nou Món per recuperar el cos del seu germà mort, però va morir abans de marxar de Groenlàndia.

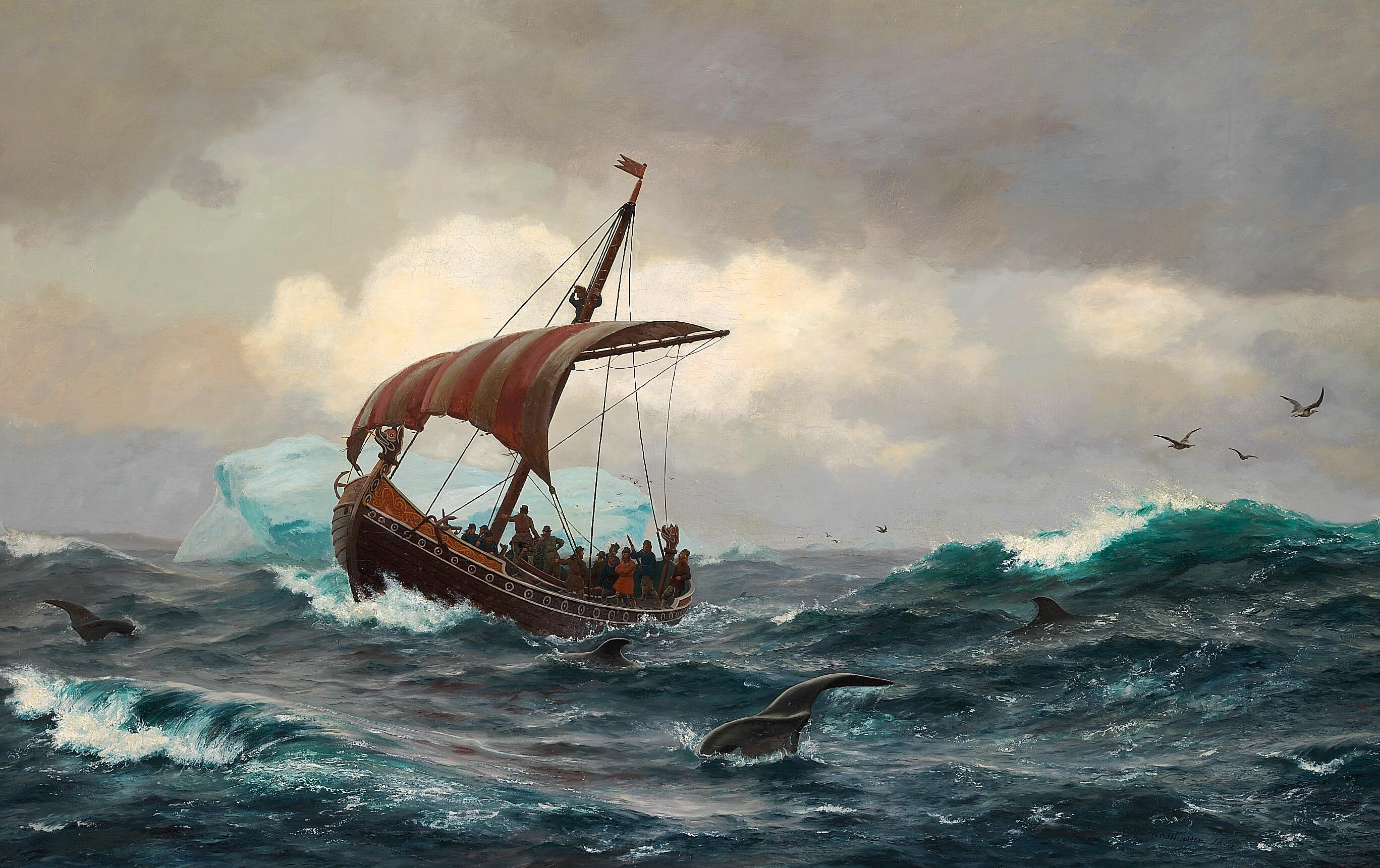
Estiu a la costa de Groenlàndia cap a l'any 1000 de Jens Erik Carl Rasmussen (1841–1893)

### Expedició de Karlsefni (1009 AD)
En 1009, Thorfinn Karlsefni, també conegut com a "Thorfinn el valent", va proveir tres vaixells amb ramat i 160 homes i dones. (encara que una altra font estableix el nombre de colons en 250). Després d'un hivern cruel, es va dirigir al sud i va desembarcar a Straumfjord. Més tard es va traslladar a Straumsöy, probablement a causa del corrent més fort allà. Aquí es nota un signe de relacions pacífiques entre els indígenes i els nòrdics. Les dues parts van baratar cuirs i pells d'esquirol gris per llet i roba vermella, que els natius lligaven al voltant dels seus caps com a lligadura

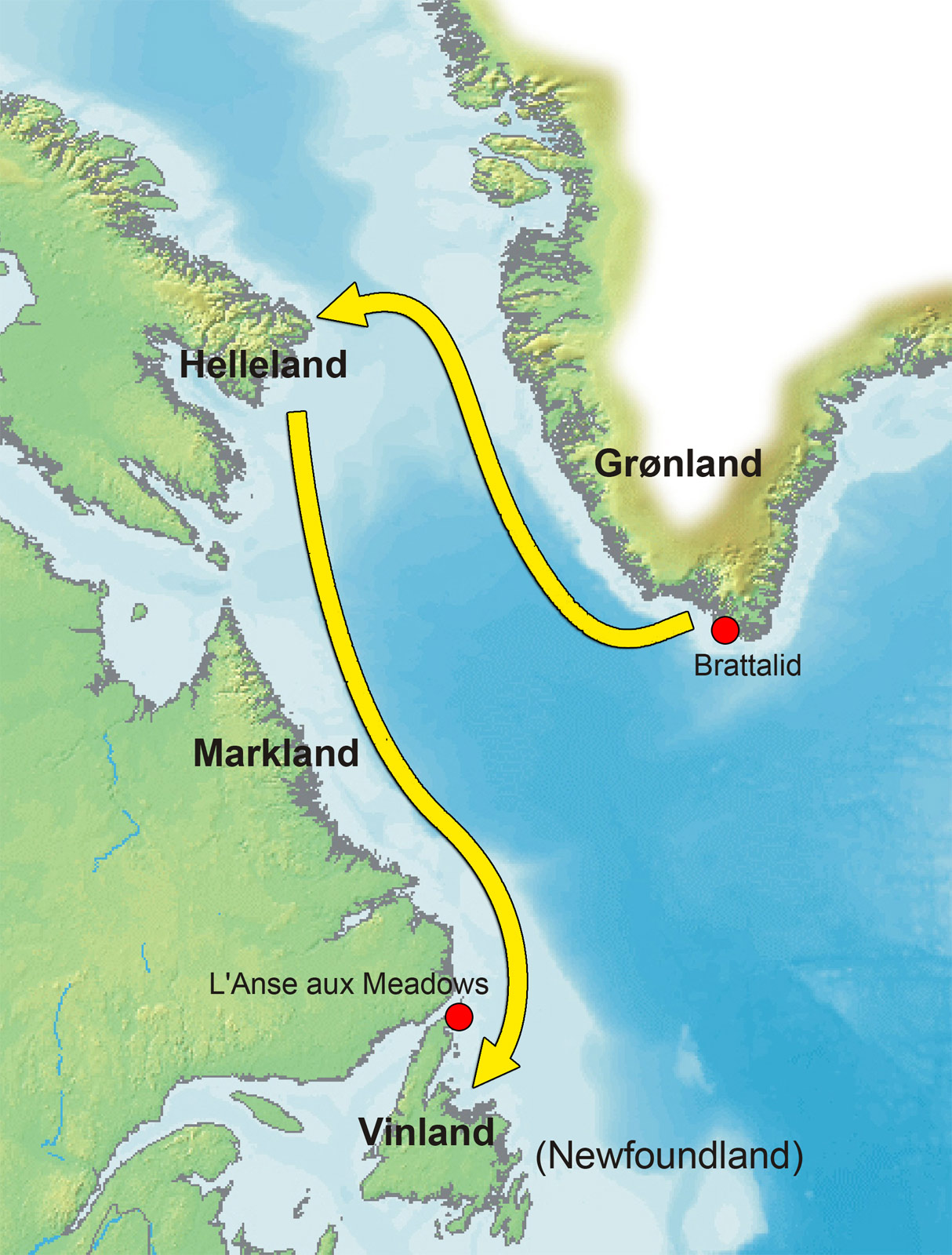
Hipotètic emplaçament de Vinland, Markland i Helluland.

Hi ha històries contradictòries però un relat estableix que van portar un bou pertanyent a Karlsefni per arrossegar fusta, de manera que va espantar els nadius, qui van correr cap els seus bots de pell i van fugir. Van tornar tres dies després, més forts. Els nadius utilitzaren catapultes, hissant "una gran esfera en un pal; era de color blau fosc" i aproximadament de la mida de la panxa d'una ovella, que va volar sobre els caps dels homes i va fer un soroll lleig.
Els nòrdics recularen. La mitja germana de Leif Erikson, Freydís Eiríksdóttir era prenyada i no podia seguir la retirada dels nòrdics. Ella els va cridar perquè deixessin de fugir de "tan lamentables miserables", i va afegir que si tenia armes, podia fer-ho millor que ells. Freydís va agafar l'espasa d'un home que havia estat assassinat pels indígenes. Va treure un dels seus pits i es va colpejar contra el pit l'empunyadura de l'espasa, espantant els nadius, que van fugir.

## Pseudohistòria
S'ha trobat a Amèrica del Nord suposades pedres rúniques, la més famosa la pedra de Kensington. En general són considerades falsificacions o males interpretacions de petroglifs dels nadius americans.
Hi ha moltes reivindicacions sobre la colonització nòrdica a Nova Anglaterra, però cap d'elles fonamentada. Entre els monuments i troballes que són reivindicats com a nòrdics hi ha:
- Una torre de pedra a Newport (Rhode Island)
- Els Petròglifs de la roca de Dighton, al riu Taunton a Massachusetts
- Les runes de la pedra de Narragansett

### La Norumbega de Horsford
El químic de Harvard del segle xix Eben Norton Horsford va connectar la conca del riu Charles als llocs descrits a les sagues nòrdiques i altres llocs, principalment Norumbega. Ha publicat diversos llibres sobre el tema i tenia plaques, monuments i estàtues erigides en honor dels nòrdics. El seu treball va rebre molt poc suport dels historiadors i arqueòlegs més importants del moment, i encara menys avui.

## Duració del contacte nòrdic
Els assentaments a l'Amèrica del Nord continental encoratjaren l'explotació dels recursos naturals, com ara pells i en particular la fusta de construcció, que era escassa a Groenlàndia. No és clar per què els assentaments de curt termini no esdevingueren permanents, tot i que era probable en part a causa de les relacions hostils amb els pobles indígenes, coneguts com a Skrælings pels nòrdics. Tanmateix, sembla que els viatges esporàdics a Markland per a la perforació, la fusta i el comerç amb la gent del lloc podrien haver durat fins a 400 anys.

## Conseqüències
Durant segles no va quedar clar si les històries islandeses representaven viatges reals dels nòrdics a Amèrica del Nord. Les sagues van guanyar respectabilitat històrica per primer cop en 1837 quan l'antiquari danès Carl Christian Rafn va assenyalar la possibilitat d'un assentament nòrdic o viatges a Amèrica del Nord. Amèrica del Nord, amb el nom Winland, va aparèixer per primera vegada en fonts escrites en una obra d'Adam de Bremen d'aproximadament 1075. Les obres més significatives sobre Amèrica del Nord i les primeres activitats dels nòrdics allí, anomenades sagues islandeses, es van registrar als segles xiii i xiv. Aquests assentaments nòrdics també eren representants al mapa de Skálholt, realitzat per un mestre d'Islàndia en 1570 i que representa part de nord-est d'Amèrica del Nord i esmentant Helluland, Markland i Vinland.
L'evidència dels nòrdics a l'oest de Groenlàndia foren trobades en la dècada del 1960 quan l'arqueòloga Anne Stine Ingstad i el seu marit, l'amant de la natura i autor Helge Ingstad, havien excavat l'assentament nòrdic de L'Anse aux Meadows a Terranova. Tanmateix, la ubicació de les diverses terres descrites a les sagues encara no està clara. Molts historiadors identifiquen Helluland amb l'illa de Baffin i Markland amb Labrador. La ubicació de Vinland planteja una pregunta més espinosa. La majoria creu que l'assentament d'Anse aux Meadows representa l'assentament de Vinland descrit a les sagues; altres argumenten que les sagues descriuen Vinland més càlida que Terranova i, per tant, s'estenia més cap al sud.
En 2012 investigadors canadencs identificaren possibles signes d'establiemnts nòrdics a Nanook a la vall de Tanfield a l'illa de Baffin, així com a Nunguvik, Willows Island, i Avayalik. Les peces de tela inusuals que es van trobar a l'illa de Baffin durant els anys vuitanta i que es van emmagatzemar al Canadian Museum of Civilization van ser identificades el 1999 com a possible fabricació nòrdica; aquest descobriment va portar a una exploració més a fons de la zona arqueològica de la vall de Tanfield d'elements de contacte entre els nòrdics groenlandesos i els indígenes Dorset.
Les troballes arqueològiques de 2015 a Point Rosee, a la costa sud-oest de Terranova, es pensava que originalment revelaven evidència d'una paret de gespa i la fosa de mineral de ferro i, per tant, un possible segon assentament nòrdic del segle x al Canadà. Els resultats de l'excavació de 2016 suggereixen que la paret de la gespa i el mineral de ferro fos descobert el 2015 eren el resultat de processos naturals. El possible assentament havia estat descobert inicialment a través d'una imatge via satèl·lit en 2014, i els arqueòlegs excavaren l'àrea en 2015 i 2016. Birgitta Linderoth Wallace, una dels principals experts en arqueologia nòrdica a Amèrica del Nord i experta en l'assentament nòrdic a L'Anse aux Meadows, no és segura d'identificar Point Rosee com a jaciment nòrdic. L'arqueòloga Karen Milek era membre de l'excavació a Point Rosee en 2016 i és un experta nòrdica. Ella també va expressar dubtes que Point Rosee fou un lloc nòrdic, ja que no hi ha bon lloc per als vaixells i havia penya-segats entre els costa i el lloc d'excavació. En sel seu informe del 8 de novembre de 2017 Sarah Parcak i Gregory Mumford, co-directors de l'excavació, van escriure que ells "no havien trobat cap evidència en absolut, ja sigui d'una presència nòrdica o d'activitat humana a Point Rosee abans del període històric" i que "cap dels membres de l'equip, inclosos els especialistes nòrdics, considera que a aquesta zona hi hagués qualsevol rastre d'activitat humana".